# HD 82785
HD 82785 je zvezda v južnem ozvezdju Zračna črpalka.